# Конгсвінгер (футбольний клуб)
«Конгсвінгер IЛ Топпфотбалл» (норв. Kongsvinger IL Toppfotball) — норвезький футбольний клуб із Конгсвінгера. Заснований 31 січня 1892 року.

## Досягнення
- Віце-чемпіон Норвегії: 1992

## Виступи в Єврокубках
| Сезон   | Турнір          | Стадія        | Суперник      | Рахунок          |
| ------- | --------------- | ------------- | ------------- | ---------------- |
| 1993—94 | Кубок УЄФА      | 1 раунд       | Естер         | 3:1 (В), 4:1 (Д) |
| 1993—94 | Кубок УЄФА      | 2 раунд       | Ювентус       | 1:1 (Д), 0:2 (В) |
| 1997    | Кубок Інтертото | Груповий етап | Ломмель       | 1:1 (Д)          |
| 1997    | Кубок Інтертото | Груповий етап | Хальмстад     | 1:2 (В)          |
| 1997    | Кубок Інтертото | Груповий етап | ТПС           | 0:2 (Д)          |
| 1997    | Кубок Інтертото | Груповий етап | Хайдук (Кула) | 0:2 (В)          |
| 1998    | Кубок Інтертото | 1 раунд       | Уббу Вал      | 6:1 (В), 3:0 (Д) |
| 1998    | Кубок Інтертото | 2 раунд       | Твенте        | 0:2 (В), 0:0 (Д) |

В — на виїзді, Д — вдома.
| футбольний м'яч | Це незавершена стаття про футбольний клуб. Ви можете допомогти проєкту, виправивши або дописавши її. |